# HMS Fox (1773)
HMS Fox (1773) — 28-пушечный фрегат 6 ранга Королевского флота. Десятый британский корабль под названием HMS Fox (лисица). Из британских фрегатов XVIII века больше всех переходил из рук в руки.
Заказан 25 декабря 1770 года. Спущен на воду 2 сентября 1773 года на частной верфи Thomas Raymond в Саутгемптоне. Достроен с 12 сентября 1773 по 12 февраля 1776 года в Портсмуте.

## Служба
Участвовал в Американской революционной войне.
Введён в строй в октябре 1775 года, капитан Патрик Фодрингхэм (англ. Patrick Fotheringham, командовал до 1777 года).
1776 — 11 марта ушёл на Ньюфаундленд.
1777 — 7 июня захвачен в районе Ньюфаундлендской банки американскими Hancock (32) и Boston (24); потерял 4 убитыми, 8 ранеными.
По другим данным, 7 июня 1777 года был преследуем американскими фрегатами Hancock (32), капитан Джон Мэнли (англ. John Manley), и Boston (30), капитан Гектор Макнил (англ. Hector McNeil), которые крейсировали вблизи Ньюфаундлендской банки с ещё восемью судами, включая Miflin, Tartar и Hawke, пока их не разбросало в шторм. В первой части бой с Hancock длился полчаса, пока не подошёл Boston и не занял позицию справа по корме. Державшийся слева по корме Hancock был вне досягаемости большинства пушек Fox, чей рангоут вскоре был превращён в обломки, мачты сильно повреждены, штурвал сбит и корабль стал неуправляем. Хотя его корпус был ещё цел и потери невысоки, он был вынужден спустить флаг. Потерял 2 человек убитыми, в их числе лейтенант морской пехоты Джеймс Напир (англ. James Napier), и 10 ранеными. В ходе боя Fox загорелся от пыжей из пушек Boston и огонь с обеих сторон был прекращён на время тушения.
8 июля отбит (вместе с Hancock) британскими HMS Flora и HMS Rainbow.
6 июля, когда два американских фрегата были у берегов Новой Шотландии на пути в Бостон со своим призом, за ними погнались британский двухдечный Rainbow (44, капитан сэр Джордж Кольер), который они приняли за линейный корабль, и бриг Victor. Ночью сэр Джордж потерял их из виду, но на следующее утро они ещё были в виду, вместе со шлюпом-угольщиком, который они остановили в течение ночи. Когда подошёл Rainbow, капитан Мэнли приказал поджечь шлюп, и три фрегата построились в колонну и поставили все возможные паруса. Рано утром с подветра показался ещё парус. Сэр Джордж усомнился в его принадлежности, так как он не отвечал на секретные сигналы, но оказался британским фрегатом Flora (32), капитан Джон Брисбен (англ. John Brisbane), который повернул на тот же галс и присоединился к погоне. Тогда американские корабли пошли расходящимися курсами; Flora преследовала Fox, в то время как Rainbow пошёл за Hancock. После 39 часов погони Hancock сдался Rainbow. Flora взяла Fox без особого сопротивления, сбив продольным залпом большую часть бегучего такелажа, и повела его в Галифакс, где к ним вскоре присоединились Rainbow и Hancock. Boston сбежал.
Капитан Фодрингхэм, его офицеры и экипаж за потерю корабля предстали перед трибуналом в Портсмуте 3 марта 1778 года. Было доказано, что команда Fox была на 30 человек неукомплектована, и что он не спускал флаг, пока не стал неуправляем и беззащитен. Их с честью оправдали. Капитан Макнил был уволен с американской службы, за то, что бросил капитана Мэнли.
1778 — февраль (?) капитан Томас Виндзор (англ. Thomas Windsor), апрель-июнь, оснащение и обшивка медью в Портсмуте;
27 июля с флотом адмирала Августа Кеппеля был в бою у острова Уэссан;
11 сентября захвачен в районе Бреста французским фрегатом Junon (32); потери 14 убитых, 32 раненых;
10 сентября Fox, крейсируя у Бреста, погнался за кораблём и шлюпом. В темноте и в шквалистую погоду он не заметил, что за ним, в свою очередь, гонится фрегат. Это оказалась французская Junon (32), капитан виконт де Бомон (фр. de Beaumont), с многочисленной командой и большим весом залпа (имела 12-фн пушки). После предварительных выстрелов Junon направила тяжелые пушки в корпус Fox. Он потерял все мачты и несколько пушек были разбиты; после трёх с половиной часов, когда 11 человек были убиты и 38 ранены, в том числе капитан, Fox был вынужден сдаться. Junon получила небольшие повреждения, потеряв всего 4 убитыми и 15 ранеными.
Во французской службе был под прежним названием: La Fox.
1779 — март, сел на мель у мыса Пуан Сен-Жак, (полуостров Рюи в бухте Киберон); сняться не смог.